# Sergentomyia decipiens
Sergentomyia decipiens är en tvåvingeart som först beskrevs av Oskar Theodor 1931.  Sergentomyia decipiens ingår i släktet Sergentomyia och familjen fjärilsmyggor. Inga underarter finns listade i Catalogue of Life.